# Glabela

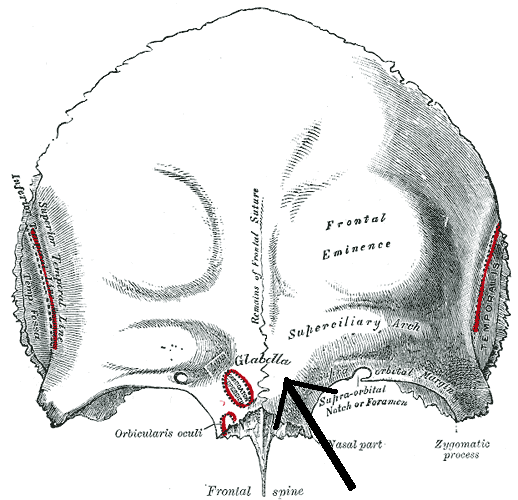
Localização da glabela

A glabela é o espaço compreendido entre as sobrancelhas. Esse espaço é geralmente glabro (sem pelos) ou, em raras ocasiões, tem alguns pelos formando a monocelha. Em várias ocasiões, a pele da glabela se movimenta quando expressamos emoções. A glabela é muito dura por causa dos ossos que formam o crânio. Essa parte fica abaixo da testa, acima do nariz e um pouco acima dos olhos. O osso da glabela se chama osso frontal.

## Etimologia
Etimologicamente, o vocábulo Glabela é derivado do latim glabellus, que significa 'liso, sem pelos'.

## Usos na medicina
- A pele da glabela pode ser usada como um sinal médico para medir o turgor da pele em casos suspeitos de desidratação, beliscando e levantando suavemente. Quando liberada, a glabela de um paciente desidratado tende a permanecer estendida ("tensa"), em vez de retornar à sua forma normal.[4]
- O reflexo glabelar ou reflexo nasopalpebral consiste no fechamento ocular que ocorre ao bater suavemente com um martelo na glabela. Este Reflexo miotático é uma resposta fisiológica normal que ocorre pela contração simultânea do músculo orbicular dos olhos de ambos os lados. Quando a resposta é persistente, constitui um sinal médico denominado Sinal de Myerson, em homenagem ao neurologista Abraham Myerson, que fez sua descrição. Este sinal médico pode indicar a existência de alguns processos patológicos, incluindo a Doença de Parkinson.[5]

## Trilobitas
Nos trilobitas, a porção central do cefalão é chamada de glabela.